# Verchain-Maugré

Verchain-Maugré este o comună în departamentul Nord, Franța. În 1 ianuarie 2022 avea o populație de 1.103 de locuitori.